# گری مک‌دونالد (شناگر)
گری مک‌دونالد (به انگلیسی: Gary MacDonald) (زادهٔ ۱۵ دسامبر ۱۹۵۳) شناگر اهل کانادا است.